# Висећи мост Чарлс Куонен
Висећи мост Чарлс Куонен јест висећи мост у кантону Вале у Швајцарској. Дуг 494 м, мост је био најдужи пешачки висећи мост на свету на отварању — 29. јула 2017. године.